# Casa-torre de los Calderón de La Barca
La casa-torre de los Calderón de La Barca está situada en Viveda, Cantabria y está compuesta por una torre fortificada medieval del siglo XII ampliada en el XV, y un palacio montañés del siglo XVII, construida por la familia Calderón de Oreña, que aquí mudaron el apellido por el de Calderón de la Barca, cuyo portador más afamado fue el gran escritor. Fue declarada monumento histórico artístico en 1982, pasando a ser bien de interés local declarado en 2002.
En origen, la torre fue llamada Villanueva de Viveda, jurisdicción de la familia nobiliar, en contraposición al Lugar de Viveda o de Bibeda (de la Gándara se refiere al pueblo con ambas grafías en su texto), jurisdicción de la abadía de Santa Juliana. Las características de la torre y la finca están bien documentadas desde el siglo XVI, en que aparece descrita en el expediente Calatrava. Felipe de la Gándara explica de este modo el nacimiento del apellido Calderón de la Barca:

La casa de la Barca està sita en el Concejo de Viveda, media legua de Santillana, està fundada en medio de unas grandes Arboledas de Robles, Limones, Naranjos, y otros frutales. Es una Casa fuerte con sus Cercas, y sus Almenares, su termino redondo, y su jurisdiccion. Passan por junto à ella los Rios de Saja, y Besaya, que entran en el Mar, con termino de una legua; y las crecientes del Mar llegan à una Venta, que tiene esta Fortaleza, à un tiro largo de piedra, donde tiene una Barca; con que se passa el Rio à los lugares de Barreda, y otros.
Felipe de la Gándara; Descripción, armas, origen, y descendencia de la muy noble, y antigua casa, de Calderón de la Barca, y sus sucessiones continuadas, p.9 (1753).

Enumera los atributos de la propiedad, de la que dice que ya empieza a arruinarse:

Consta de una fuerte, y antigua Torre, con Almenas de grande, y sumptuosa representacion, à la vista de fu comarca tiene foso, contrafoso, y barbacana, aunque yà arruinada, y solo con este nombre un Prado contiguo a la Torre, y inmediata à la Casa una Hermita con la advocacion de Santa Maria Magdalena, reedificada en estos ultimos tiempos, hasta los quales se celebraba todos los años feria, y mercado el dia de la Santa (...) Heredades, Prados, y Huertas, que en dilatado termino componen el coto redondo, y solariego de la Casa Calderón de la Barca.
Felipe de la Gándara; Descripción, armas, origen, y descendencia de la muy noble, y antigua casa, de Calderón de la Barca, y sus sucessiones continuadas, p.11 (1753).

El uso que los Calderón hacían del lugar, al cobrar peaje por utilizar la barca en transportar a personas y mercancías de un lado al otro del río, se recuerda aún en el nombre del barrio vivedense La Barca, situado a unos cuantos metros bajo los pies del conjunto.

## Arquitectura

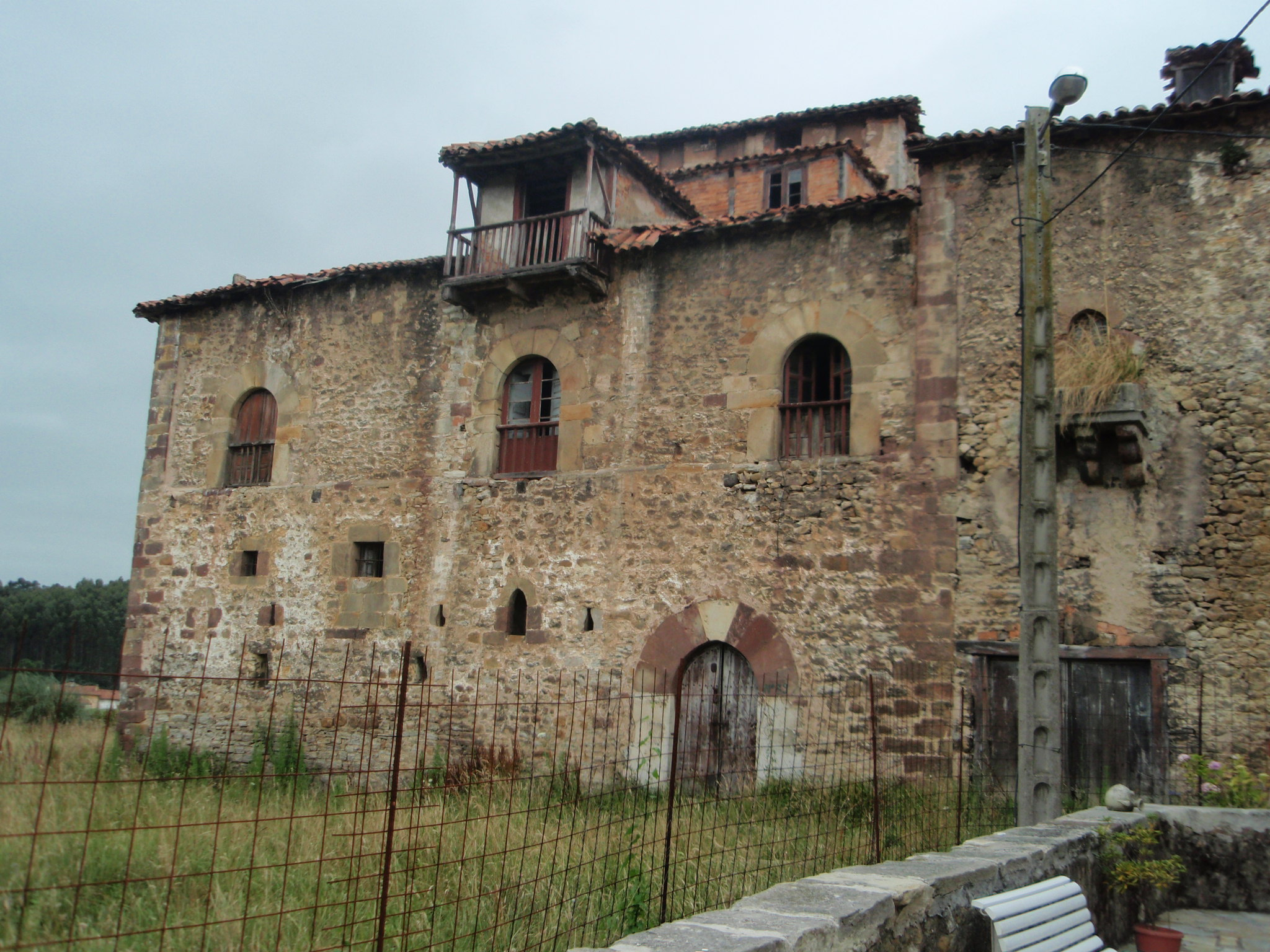
Fachada del primer cuerpo del palacio. Detrás se distinguen las almenas de la torre

El conjunto se compone de una torre inicial, construida para defender el paso de una barca entre Viveda y Barreda, luego ampliada, y a la que se añadieron sendos palacios, uno en el siglo XVI, con huecos pequeños de función aún defensiva, y otro barroco montañés de fábrica de piedra y madera. Cuenta también con una capilla advocada a María Magdalena. No queda nada del foso descrito por los expedientes históricos. Antiguamente la torre poseía un recinto en su torno delimitado por mojones que ganó en pleito al concejo del lugar de Viveda en 1559, dentro del cual existían una serie de casas ya arruinadas cuando Felipe de la Gándara escribe su crónica.
La torre tiene de cuatro alturas, de las cuales el primer nivel es ciego, y almenas, varias de las cuales han sido tapiadas, colocándose sobre la terraza un tejado a cuatro aguas de teja árabe. A uno de sus lados se edificó el palacio en dos cuerpos sucesivos, el primero delante de la torre, y el segundo junto a él; el muro destacado entre los dos cuerpos, ahora medianero, señala las dos etapas del palacio.
El primer cuerpo (siglo XVI) destaca porque su primer nivel está cubierto de pequeñas ventanas y aspilleras, de función defensiva, mientras que el segundo cuerpo (siglo XVIII) ya tiene una ventana amplia en su planta baja.
Al segundo cuerpo se adosa, en una sola planta a dos alturas, una capilla alargada, iluminada parcamente mediante dos aspilleras situadas en lo más alto del alzado y un ventanuco. Sobre su puerta hay un pequeño escudo de los Calderón de la Barca.
Aunque la torre fue construida a finales del siglo XII o durante el siglo XIII, fue muy reformada posteriormente, y es una de las abundantes torres medievales de los valles del Saja y del Nansa; las reformas de los siglos XV y XVI la convirtieron en una casa fuerte, transición entre la torre medieval y la casona montañesa.
Actualmente la propiedad está arruinada y tiene proyecto de rehabilitación.

## Los Calderón de la Barca
La familia, que aquí amplió el apellido con la Barca, celebraba mercado y fiestas preparadas por los lugareños del Lugar de Bibeda (actual Viveda). El porte de su torre, entonces mucho mejor defendida, y la importancia de sus propiedades, les llevaron a competir con la cercana abadía de Santa Juliana en Santillana, entonces lugar de importancia y capital de las Asturias de Santillana, división territorial a la que pertenecía la torre. También entablaron conflicto con los señores de la Vega, relacionados con la Casa de Mendoza y después con los duques del Infantado, que impulsarían la creación de la ciudad de Torrelavega. De la Gándara explica que por una carta de 1497, los reyes católicos pidieron a los Calderón de la Barca que dejasen de incordiar a los abades, y que la familia no pagaba derechos de sepultura y habían privatizado la capilla mayor de la iglesia desde 1467.
Es así que a la familia le interesaba tener una fortificación donde refugiarse desde antiguo. Emilia Pardo Bazán transcribe la tradición, avalada por estar la torre en el ramal más antiguo conocido del Camino de Santiago, de que en ella pasó la noche San Francisco de Asís en 1214.